# 舞台機構
舞台機構（ぶたいきこう）とは、主にホール・劇場などの舞台部分に設置されている、手動・電動・油圧などにより作動させる演出効果用の機器類の総称。

緞帳や反響板、廻り舞台、迫り、移動床などの他、各種幕類などの吊り物を吊る美術バトン、舞台照明器具を吊るサスバトンや、それを操作するための綱元、操作盤などがこれに当たる。個々の舞台照明機器や舞台音響機器などは、それぞれ深く関連しているが通常は舞台機構に含めない。
ホール・劇場に常設されているものと、催事の演目内容に合わせて特化され、専用に製作されるものがある。